# Прокопе, Виктор Борисович
Ви́ктор Бори́сович Прокопе́ (фин. Victor Napoleon Procopé, 1839—1906) — генерал от инфантерии, Вазазский и Нюландский губернатор, член Финляндского сената, товарищ министра-статс-секретаря Великого княжества Финляндского.

## Биография
Родился 25 июля 1839 года под Митойненом в Финляндии, сын окружного судьи. Образование получил Финляндском кадетском корпусе, из которого выпущен 6 июня 1857 года поручиком в Екатеринославский лейб-гренадерский полк.
17 апреля 1861 года Прокопе был переведён подпоручиком в лейб-гвардии Финляндский полк и 17 апреля 1863 года произведён в поручики. В 1863 году Прокопе принимал участие в кампании против восставших поляков, находился в пределах Виленского военного округа и особенно отличился при уничтожении у деревни Киванцы шайки мятежников, предводимой польским ксендзом Станиславом Мацкевичем, за что и получил тогда свою боевую награду — орден св. Анны 4-й степени.
4 апреля 1865 года Прокопе был произведён в штабс-капитаны и далее получил чины капитана (30 августа 1868 года) и полковника (30 августа 1871 года). В лейб-гвардии Финляндском полку Прокопе в течение более чем восьми лет командовал 8-й ротой и около пяти лет — 1-м батальоном.
6 августа 1877 года Прокопе был назначен командиром 101-го пехотного Пермского полка, но 27 октября, в самый разгар войны против Турции, на которую Прокопе выступил с Пермским полком, он был назначен командиром лейб-гвардии 3-го Финского стрелкового батальона. Однако по причине военных действий Прокопе смог сдать Пермский полк следующему командиру лишь 3 декабря и прибыл в своё новое подразделение 29 декабря. В трёхдневном бою под Филиппополем Прокопе заслужил орден св. Владимира 4-й степени. За боевые отличия в Пермском полку он получил золотую саблю с надписью «За храбрость».
За энергичную деятельность во время стоянки на берегу Мраморного моря при противодействии вспыхнувшей в Гвардейской стрелковой бригаде эпидемии тифа Прокопе 26 февраля 1878 года был назначен флигель-адъютантом.
12 декабря 1878 года Прокопе был произведён в генерал-майоры Свиты Его Императорского Величества.
11 ноября 1884 года Прокопе оставил строевую службу, поскольку был назначен губернатором Вазаской губернии. С 25 августа по 24 ноября 1888 года он занимал должность Нюландского губернатора, после чего вошёл в число членов Финляндского сената. 30 августа 1889 года получил чин генерал-лейтенанта.
22 июля 1891 года Прокопе был назначен товарищем министра-статс-секретаря Великого княжества Финляндского. С 1898 году он временно исправлял должность министра-статс-секретаря. 11 марта 1900 года Прокопе вышел в отставку по прошению с производством в генералы от инфантерии, с мундиром и пенсией. Скончался в Санкт-Петербурге 10 сентября 1906 года, похоронен на Волковом православном кладбище.
Его брат Герман также был генералом от инфантерии, командовал 8-й пехотной дивизией.

## Награды
Среди прочих наград Прокопе имел ордена:
- Орден Святой Анны 4-й степени (1863 год)
- Орден Святой Анны 3-й степени (1870 год)
- Орден Святого Станислава 2-й степени с императорской короной (1872 год)
- Орден Святой Анны 2-й степени (1874 год)
- Золотая сабля с надписью «За храбрость» (23 февраля 1878 года)
- Орден Святого Владимира 4-й степени с мечами и бантом (1878 год)
- Орден Святого Владимира 3-й степени с мечами (1878 год)
- Орден Святого Станислава 1-й степени (1882 год)
- Орден Святой Анны 1-й степени (1886 год)
- Орден Святого Владимира 2-й степени (1893 год)
- Орден Белого орла (1895 год)